# Pokhara
Pour l’article homonyme, voir Pokhara (album).
Pokhara (en népalais : पोखरा) est une ville du centre du Népal, située dans le district de Kaski, de la province de Gandaki, dont elle est le chef-lieu.
Sa population était de 255 465 habitants au recensement de 2011, la plaçant au deuxième rang des villes népalaises. 

## Géographie

### Topographie
Pokhara est située à 200 km à l'ouest de Katmandou, dans la partie nord-ouest de la vallée de Pokhara, qui est un élargissement de la vallée de Seti Gandaki. La rivière Seti et ses affluents ont creusé des canyons dans le fond de la vallée, seulement visibles à partir de points de vue élevés ou dans les airs. À l'est de Pokhara, la ville de Lekhnath fait suite dans la vallée.
Au sud, la ville est bordée par le lac Phewa (d'une superficie de 4,4 km2 pour une altitude d'environ 800 m) ; au nord, à une altitude de près de 1 000 m, la périphérie de la ville touche le pied de la chaîne des Annapurna.
Il n'y a pas d'autres endroits au Népal où les montagnes s'élèvent aussi vite. Dans cette zone, sur moins de 30 km, l'altitude passe rapidement de 1 000 m à plus de 7 500 m. Le Dhaulagiri, la chaîne des Annapurna et celle du Manaslu, qui culminent chacun à plus de 8 000 m d'altitude, sont visibles depuis Pokhara. Les montagnes dominent l'horizon nord de la ville.
De l'autre côté de la ville, il y a un lac du nom de Phewa Tal (Tal signifie lac en népalais), trois grottes (Mahendra, Bat et Gupteswor) et une chute (Patale Chhango ou Devi's Falls) où l'eau du lac Phewa disparaît dans une perte.

### Climat
Du fait de ses reliefs escarpés, la zone de Pokhara a l'un des taux de précipitations les plus élevés du pays (plus de 4 000 mm an−1). Au sein même de la ville, il est possible de remarquer une différence notable de précipitations entre le sud de la ville près du lac et le nord au pied des montagnes.
Le climat est de type subtropical mais les températures sont modérées à cause de l'altitude : entre 25 °C et 35 °C en été et 5 °C et 15 °C en hiver.
| Mois                              | jan. | fév. | mars | avril | mai | juin | jui. | août | sep. | oct. | nov. | déc. |
| --------------------------------- | ---- | ---- | ---- | ----- | --- | ---- | ---- | ---- | ---- | ---- | ---- | ---- |
| Température minimale moyenne (°C) | 4    | 6    | 10   | 13    | 17  | 20   | 21   | 21   | 19   | 15   | 9    | 5    |
| Température maximale moyenne (°C) | 16   | 18   | 22   | 26    | 26  | 27   | 26   | 26   | 26   | 24   | 21   | 17   |
| Précipitations (mm)               | 18   | 15   | 30   | 38    | 102 | 201  | 376  | 325  | 188  | 56   | 3    | 10   |

## Histoire
Avant la réorganisation administrative de 2015, Pokhara était également le chef-lieu de la zone de la Gandaki et de la région de développement Ouest. 

## Aéroport

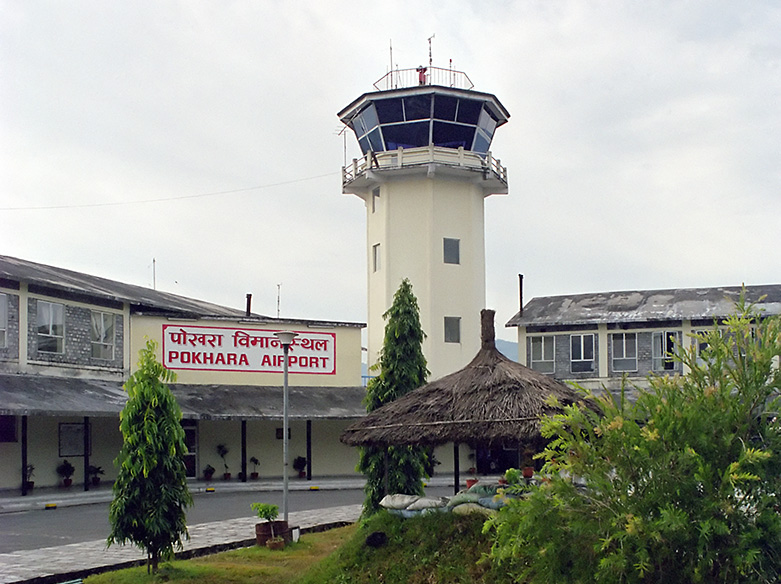
Aéroport de Pokhara

L'aéroport de Pokhara est situé au milieu de la ville et est desservi par des vols venant de Katmandou, Jomsom, Manang, Bhairahawa et Bhâratpur. Il est également possible d'affréter des hélicoptères pour Manang et Jomsom.
Il est progressivement remplacé par l'aéroport international de Pokhara à partir de 2023, mais conserve les vols à destination de Jomsom.

## Galerie

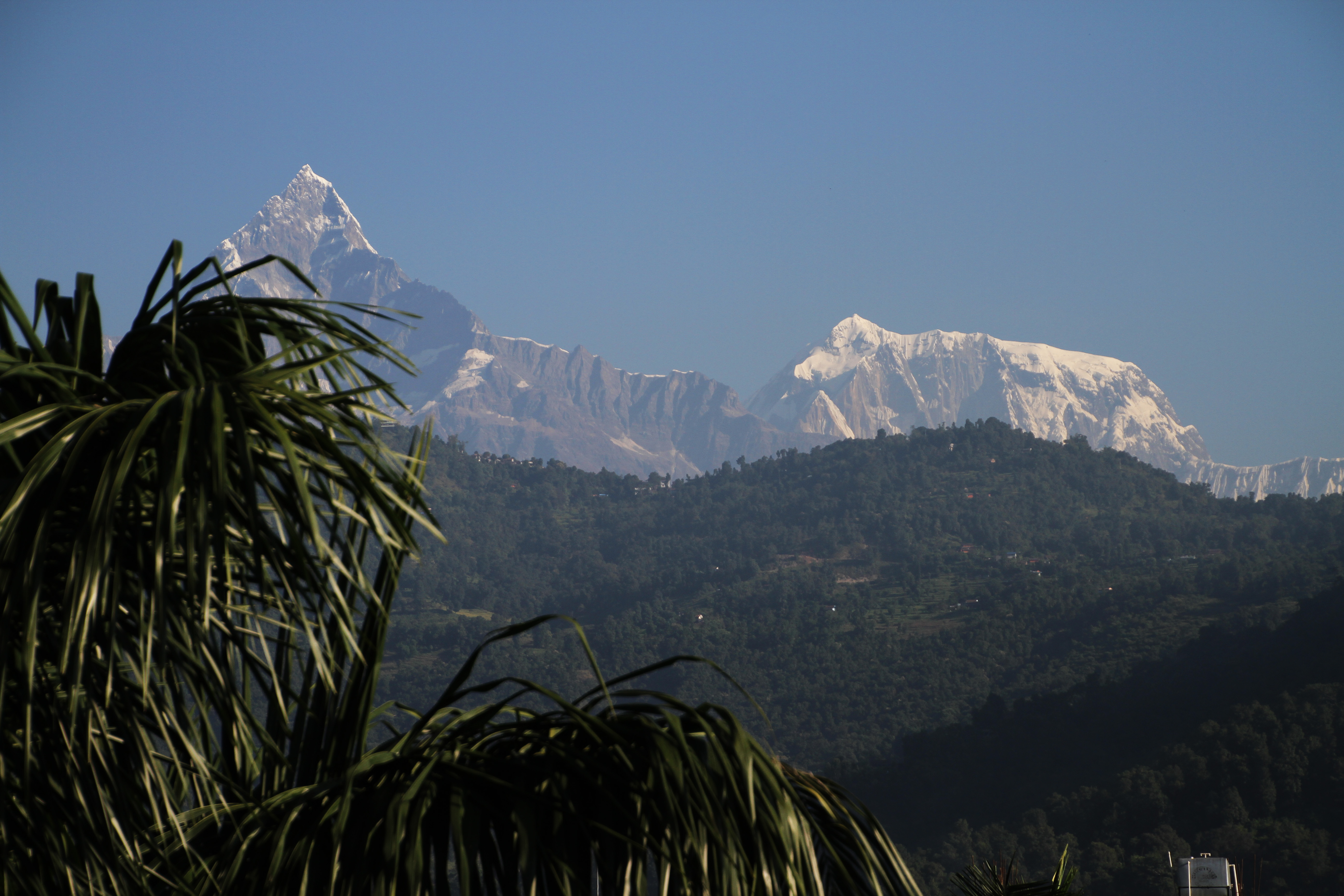
Sommet du Machapuchare.
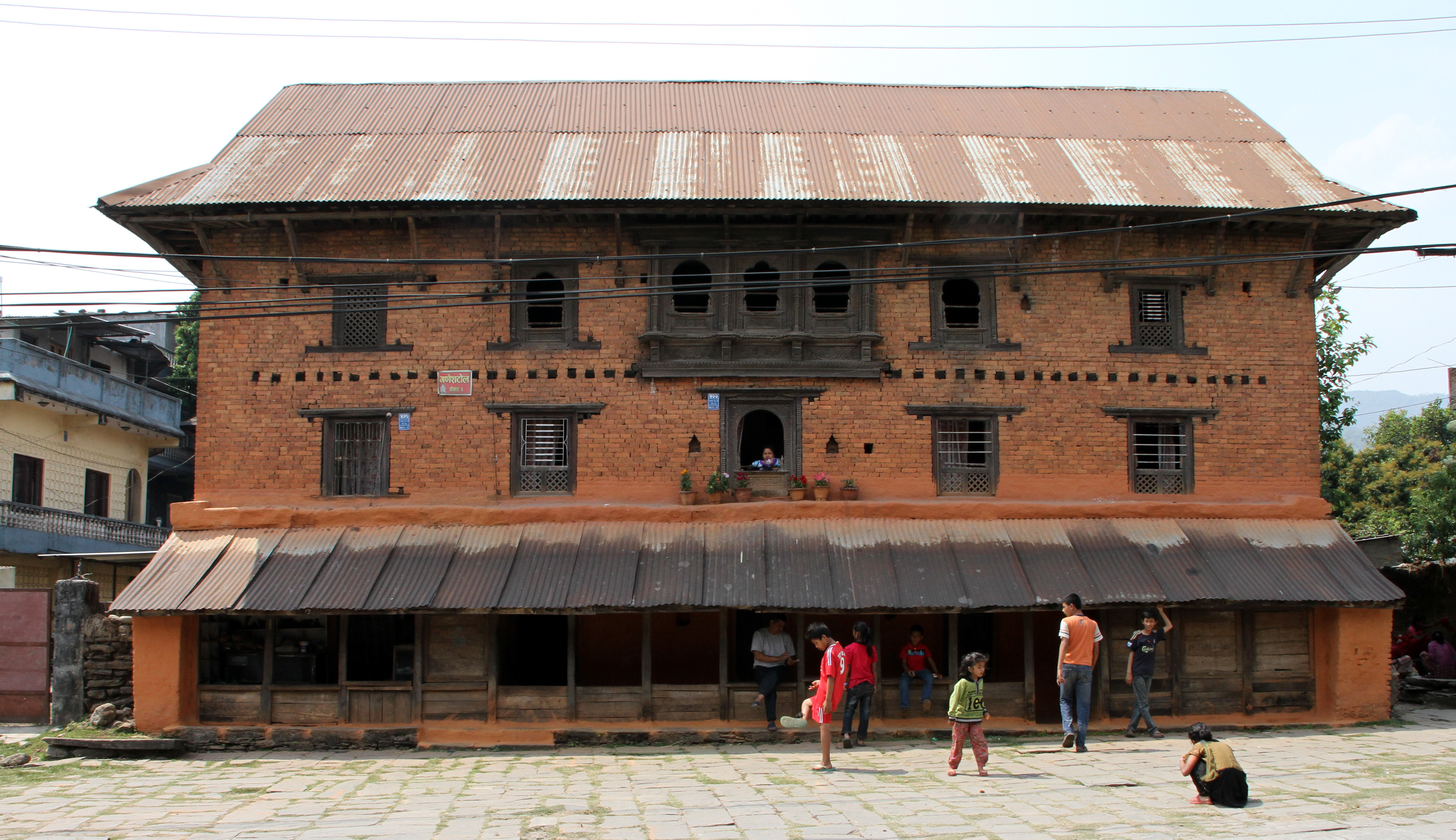
Vieille ville de Pokhara.
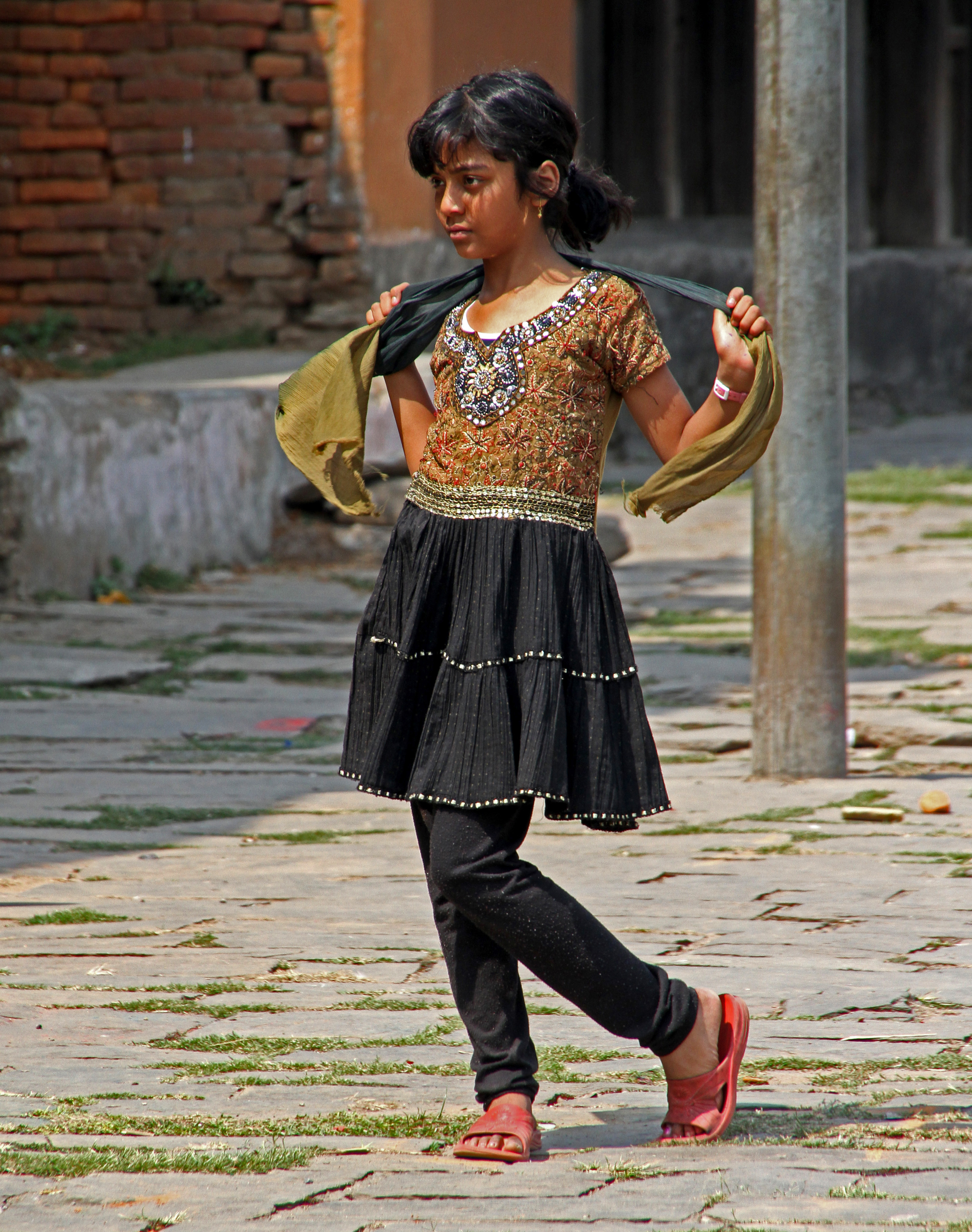
Les habitants de Pokhara.
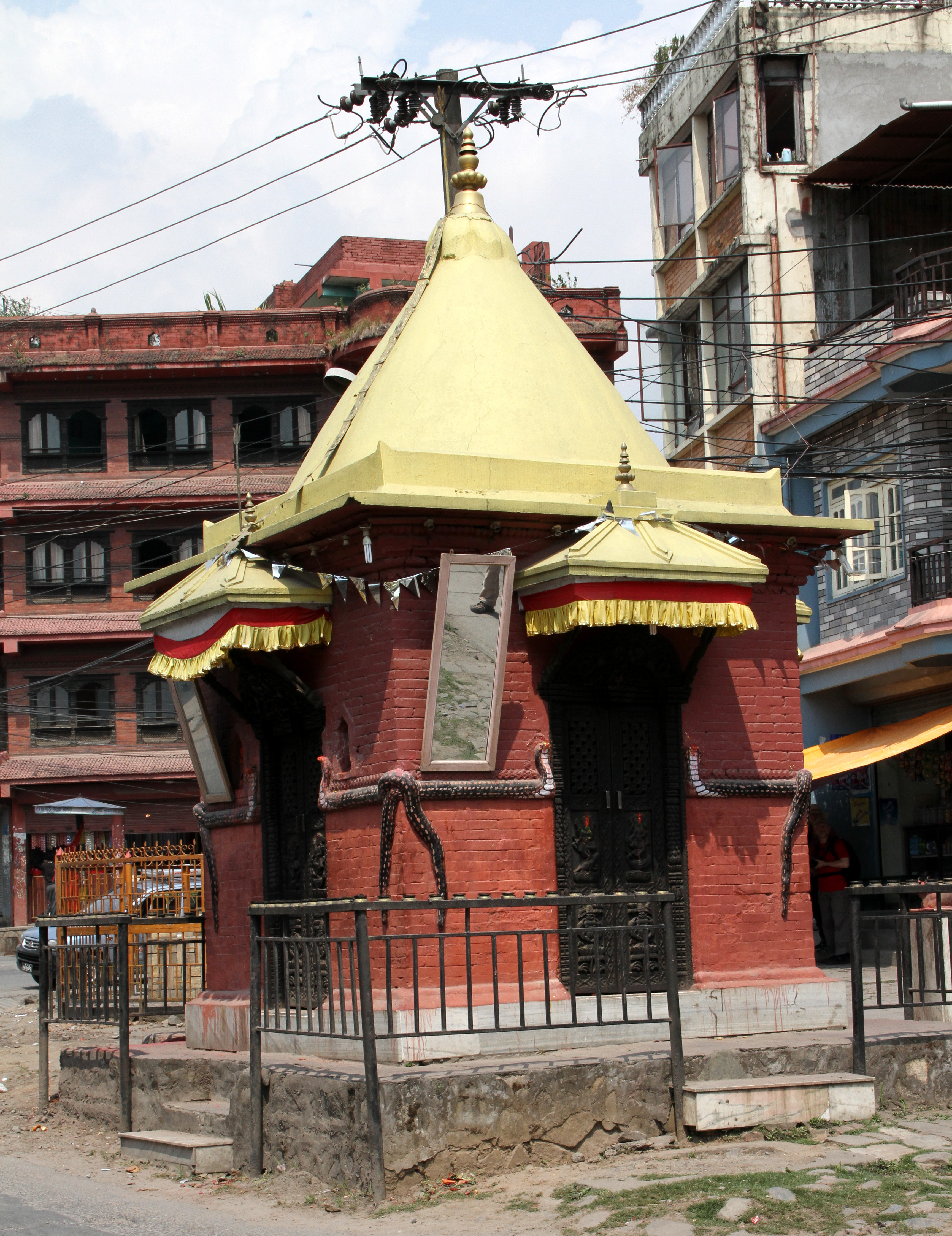
Petit temple.
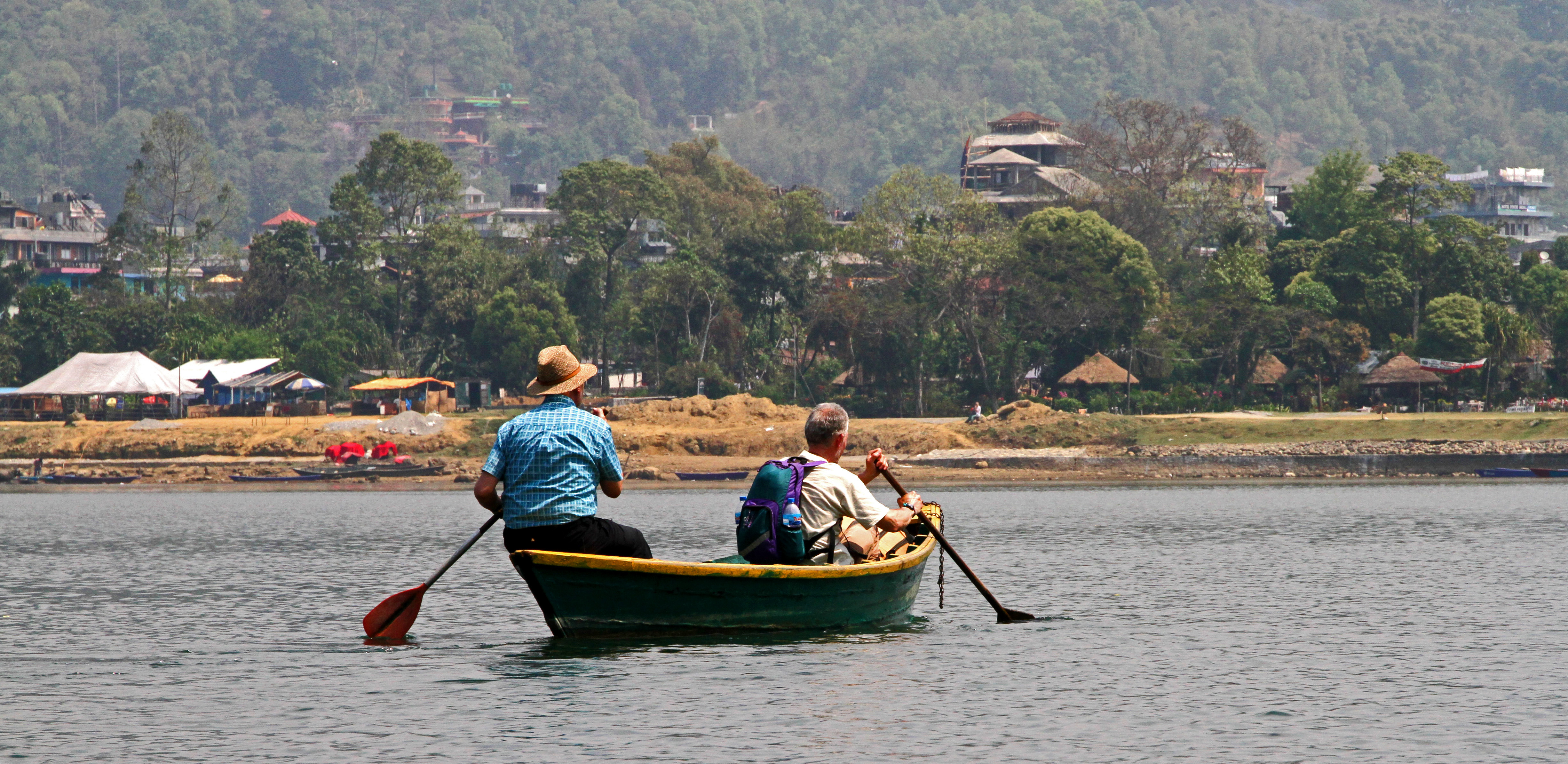
Lac Phewa à Pokhara.
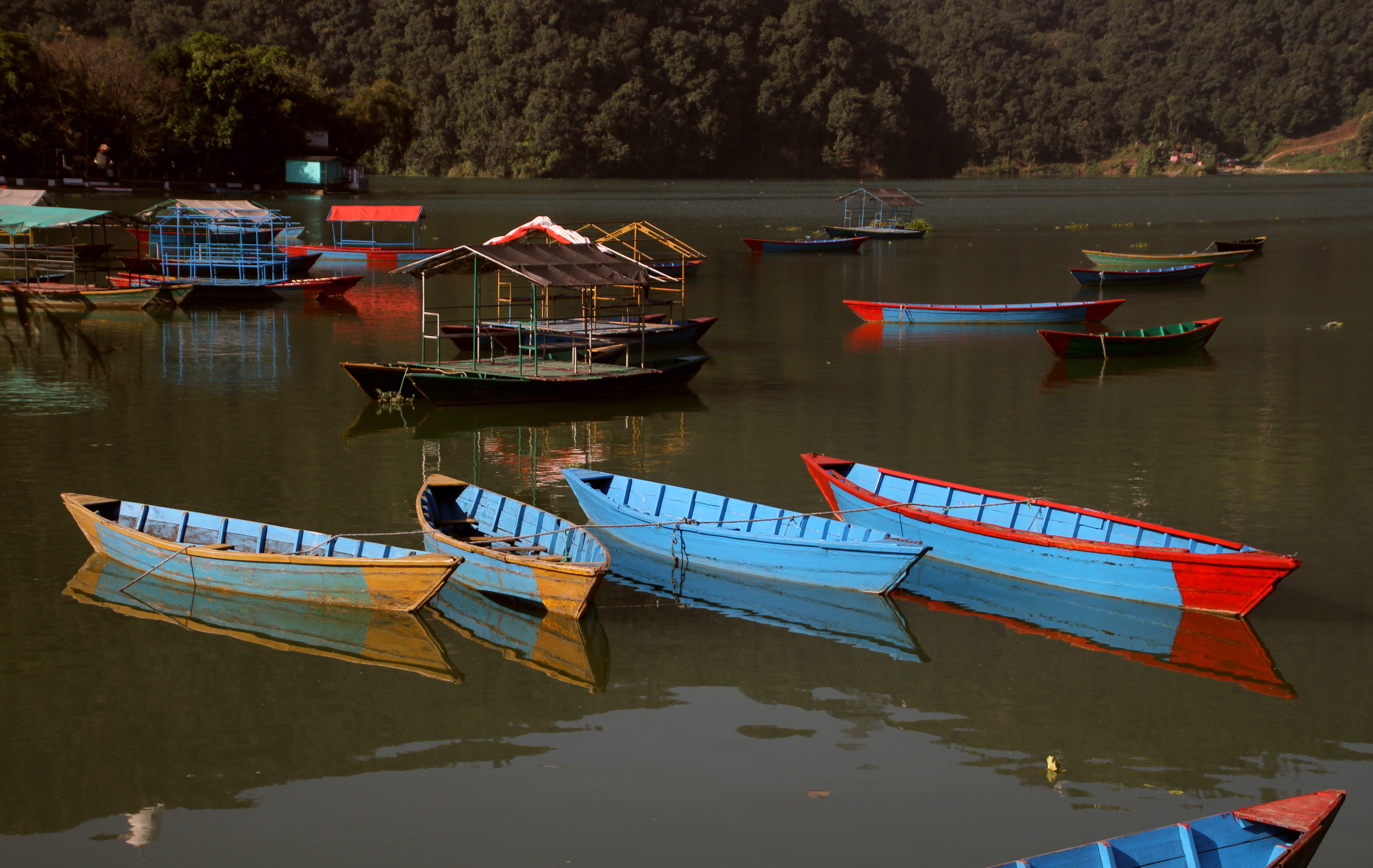
Bateaux sur le lac Phewa.
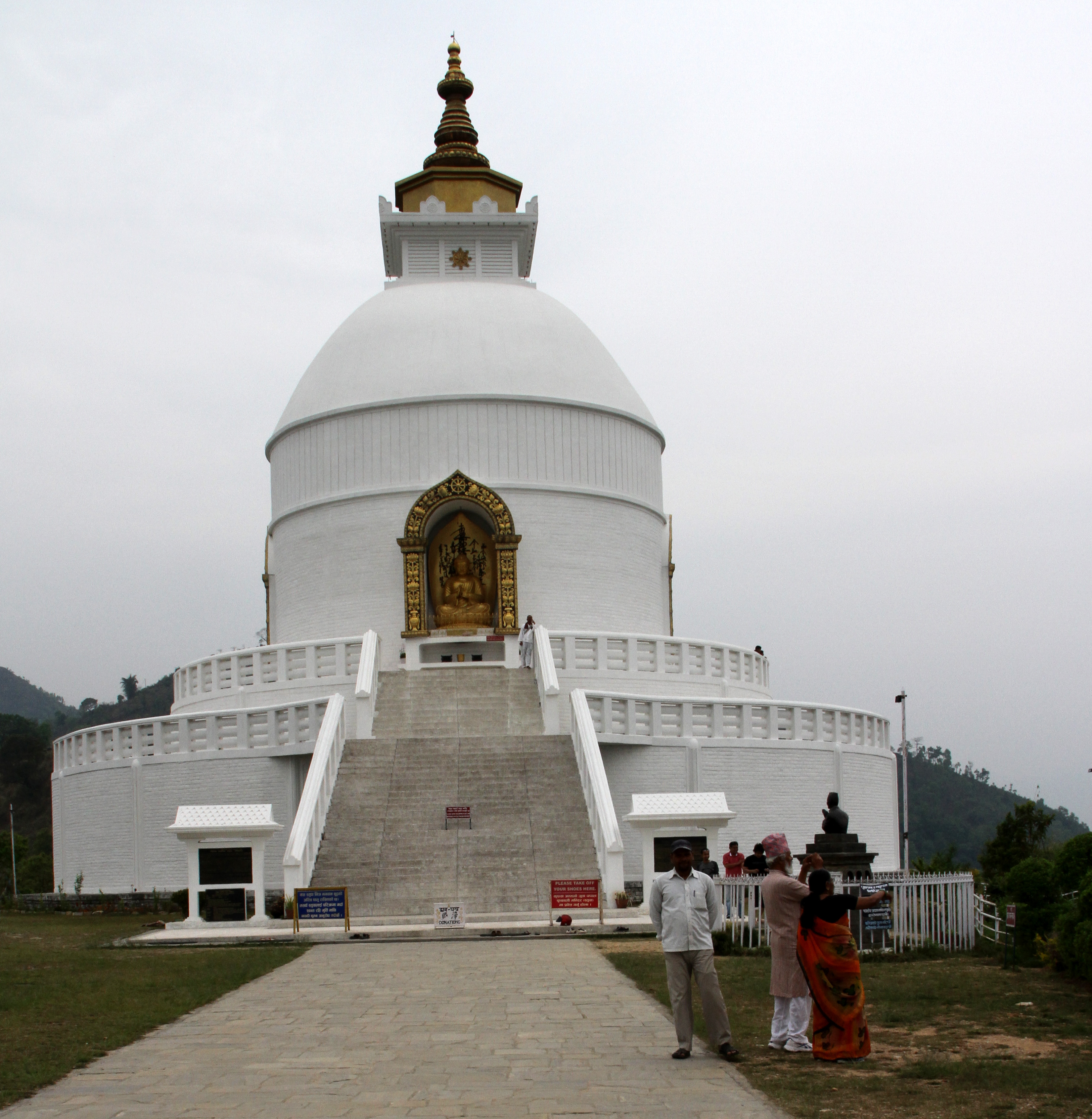
Stupa bouddhiste.